# گرم‌آبسرد
گرم‌آبسرد از روستاهای شهرستان دماوند در استان تهران است. در گذشته زراعت گندم دیم و هندوانه در روستا پر اهمیت بود.مردم این روستا کُرد های کلهر کرمانشاه و از ایل بوربور هستند که درزمان شاه عباس صفوی برای جلوگیری از حمله ازبک ها به این منطقه اعزام شدند علی رغم دوری از وطن واقعی خود انها همچنان اداب و رسوم کردی خود را مانند هلپرکی،لباس کردی وغیره حفظ کرده اند در این روستا زبان کردی کرمانشاهی رواج دارد.
روستای گرمابسرد، روستایی کوچک با دو دشت می باشد که در فاصله حدود ۴۰ کیلومتری جنوب شرق شهر دماوند واقع است.
.